# Popielany (Ukraina)
Popielany (ukr. Попеляни) – wieś na Ukrainie, na terenie obwodu lwowskiego, w rejonie lwowskim (wcześniej w rejonie pustomyckim). Liczy 270 mieszkańców.
W II RP w powiecie lwowskim (województwo lwowskie). Od 1 sierpnia 1934 należała do gminy Czerkasy.